# Tragacantha uspallatensis
Tragacantha uspallatensis là một loài thực vật có hoa trong họ Đậu. Loài này được (Phil.) Kuntze miêu tả khoa học đầu tiên năm 1891.